# Powerpoint-Karaoke
Powerpoint Karaoke(ê) ou PPT Karaoke(ê) é uma variação do karaoke tradicional, na qual ao invés de cantar canções, os participantes devem realizar uma apresentação improvisada com base em um material escolhido aleatoriamente, projetado em uma tela. As apresentações utilizadas podem ser obtidas a partir de materiais compartilhados pelos presentes no local ou reitrados da Internet, utilizando temas previamente escolhidos ou não.
O nome de Powerpoint Karaoke é derivado do uso do Microsoft Powerpoint, o software para apresentação mais conhecido e utilizado, embora qualquer outro software para apresentação similar também possa ser utilizado para essa finalidade.
O Powerpoint Karaoke pode ser considerado uma simples diversão, um jogo (aonde o público escolhe os melhores apresentadores, em termos de desibinição, improvisação ou convencimento) ou mesmo uma forma de treino que permite aos participantes a aprimorar suas habilidades de apresentação e convencimento. É também considerado uma forma de teatro de improvisação.
Por vezes este termo também é ironicamente utilizado para se referir a apresentadores que, durante algum evento, passam seus slides pela tela e limitam-se a ler o conteúdo apresentado, de forma entediante para sua audiência.

## Objetivo
O Powerpoint Karaoke oferece a possibilidade de profissionais treinarem e melhorarem a sua habilidades retóricas. Também serve para diversão entre um grupo de amigos ou durante um evento, e também representa uma paródia que destaca o absurdo encontrado em muitas apresentações profissionais existentes.

## Como organizar
Embora não exista, necessariamente, um conjunto formal de regras a serem seguidas, uma forma de organizar um Powerpoint Karaoke consiste em reunir um grupo de amigos em torno de um computador acoplado a um projetor que serão utilizados pela pessoa escolhida para fazer o papel de apresentador.
Os materiais (arquivos) com as apresentações podem ser compartilhadas pelos presentes ou obtidos previamente através de sites que disponibilizam apresentações reais para download. Para tornar o Powerpoint Karaoke mais divertido e desafiador, recomenda-se escolher apresentações sobre temas variados, inclusive temas fora do conhecimento dos presentes ou materiais cujo conteúdo esteja em outras línguas, pois elas demandam maior capacidade de improvisação dos presentes. O material pode ser escolhido aleatoriamente ou pelo organizador do encontro, que atua como um juiz, mediador e/ou incentivador.
Para agilizar e tornar o desafio mais dinâmico, pode-se estabelecer um limite de tempo para as pessoas apresentarem o material escolhido, como 5 ou 10 minutos, por exemplo.